# Blaise Aldo
Blaise Aldo (ur. 4 lutego 1951 w Sainte-Anne) – francuski polityk związany z Gwadelupą, poseł do Parlamentu Europejskiego IV kadencji.

## Życiorys
Po śmierci ojca przejął w wieku 18 lat prowadzenie rodzinnej plantacji trzciny cukrowej. Kształcił się także w szkole Lycée Baimbridge na Gwadelupie. Zaangażował się w działalność polityczną w ramach gaullistowskiego Zgromadzenia na rzecz Republiki. Od 1986 był radnym rady regionalnej Gwadelupy, w latach 1992–1995 pełnił funkcję jej wiceprzewodniczącego. Od 1988 do 2004 zasiadał w radzie generalnej Gwadelupy.
W 1994 uzyskał mandat eurodeputowanego IV kadencji, pracował w 	Komisji ds. Rozwoju i Współpracy. W 1999 bez powodzenia ubiegał się o reelekcję z ramienia Zgromadzenia na rzecz Francji oraz Niezależności Europy. W 2001 powołał własną regionalną partię Rassemblement Pour la Guadeloupe Française et Caribéenne. Później dołączył do Unii na rzecz Ruchu Ludowego. Od 2003 do 2014 sprawował urząd mera swojej rodzinnej miejscowości.